# Kingsley Charles Dunham
Kingsley Charles Dunham (Dorset, 2 de janeiro de 1910 — Durham, 5 de abril de 2001) foi um geólogo e mineralogista britânico.

## Biografia
Foi professor de geologia da Universidade de Durham, de 1950 a 1971, posteriormente professor emérito até a sua morte, em 2001.
Foi também diretor do "British Geological Survey" de 1967 a 1975. Como pesquisador, era proeminente no campo da geologia econômica, focando seus estudos  na origem e distribuição dos depósitos de minerais metalíferos. Como especialista, investigou e supervisionou a perfuração e a extração de minérios de ferro no norte da Inglaterra.
Assumiu como membro da Royal Society em 1955, onde recebeu a Medalha Real em 1970. Pela Sociedade Geológica de Londres foi laureado com a Medalha Bigsby em 1953, com a Medalha Murchison em 1966 e com a Medalha Wollaston em 1976. Foi presidente da "Yorkshire Geological Society" em 1958 e 1959, que lhe concedeu a Medalha Sorby em 1963. Recebeu o título de doutor honoris causa por diversas universidades.

## Obras
- "The Geology of the North Pennine Orefield"
- "Geology around the university towns : the Durham area" com  William Hopkins
- "The natural concentration of useful minerals"